# Mycetaea coquereli
Mycetaea coquereli is een keversoort uit de familie zwamkevers (Endomychidae). De wetenschappelijke naam van de soort werd in 1871 gepubliceerd door Léon Marc Herminie Fairmaire.